# Hyporthodus nigritus
Hyporthodus nigritus é uma espécie de peixe da família Serranidae.
Pode ser encontrada nos seguintes países: Belize, Brasil, Cuba, Haiti, Panamá, Trinidad e Tobago, Estados Unidos e possivelmente em Suriname.
Os seus habitats naturais são: mar aberto, mar costeiro, pradarias aquáticas subtidais e recifes de coral.
Está ameaçada por perda de habitat.